# Gospelpreludes boek 3
Gospelpreludes boek 3 is een verzameling composities van William Bolcom. Het is het derde boek in een serie van vier. De reeks begon na een verzoek van het American Guild of Organists in 1979. Deze derde reeks was bestemd voor Leonard Raver. Hij speelde de eerste uitvoering van deze drie op 24 februari 1985 tijdens een orgelconcert in de Riverside Church in New York. De muziek van deze drie bewerkingen gaat heen en weer tussen barok en klassieke muziek uit de 20e eeuw, maar de componist doet som een uitstapje naar jazz. 
De drie gospels dan wel hymnes waren dit keer:
1. Jesus calls us; O’er the tumult
2. Blessed assurance
3. Nearer, my God, to Thee